# Silniční fréza

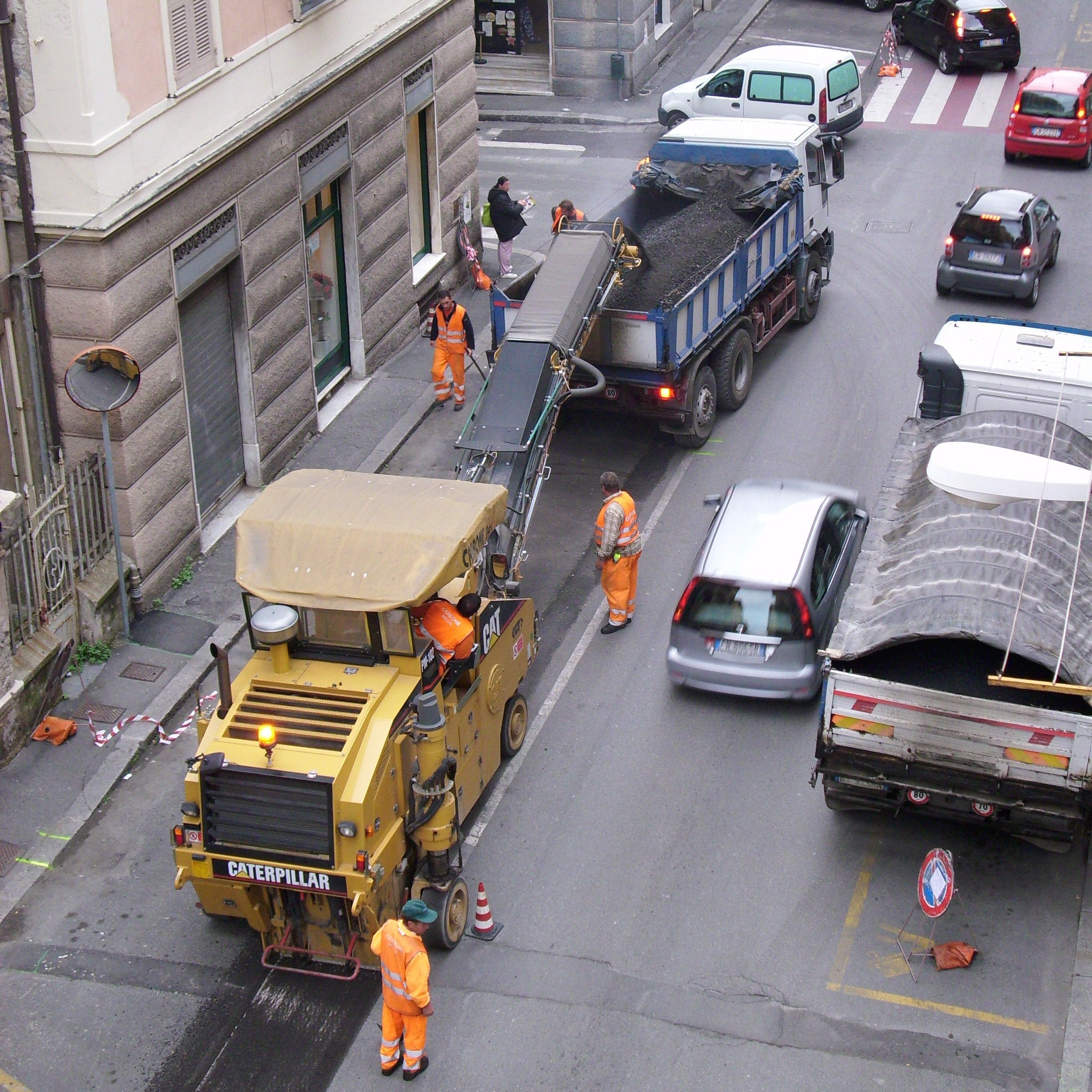
Silniční fréza v italském Janově

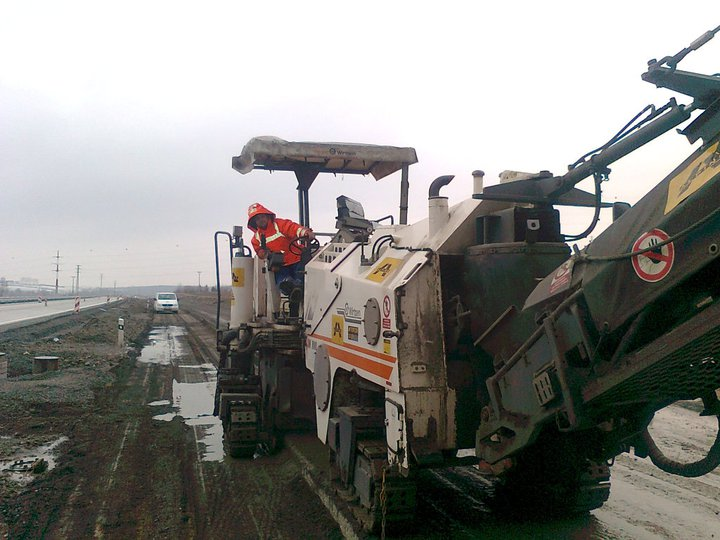
Frézování silnice E462

Silniční fréza je stroj používaný v dopravním stavitelství, slouží zejména k frézování živičného povrchu, například vozovek, ale také k frézování betonových a jiných zpevněných ploch. Toto frézování zajišťuje rotující buben osazený desítkami, někdy stovkami frézovacích hrotů (tzv. silničních nožů). Nivelace je zajišťována analogovými měřidly (pravítky), digitálně, elektronicky a laserově. Hlavní výrobci těchto strojů jsou Wirtgen, Caterpillar a Bitteli.

## Dělení
Podle způsobu pohybu:
- pásové
- kolové

Podle způsobu vyložení frézovaného materiálu:
- s předním výhozem
- se zadním výhozem